# Wolfgang Rott
Wolfgang Rott (* 28. November 1946 in Mettmann) ist ein ehemaliger deutscher Hockeyspieler und Olympiasieger.
Wolfgang Rott spielte beim THC Mettmann. 1966 debütierte er in der deutschen Hockeynationalmannschaft. Bei den Olympischen Spielen 1968 wurde er mit der Mannschaft Vierter. 1970 gewann er bei der ersten Europameisterschaft den Titel. Bei der ersten Feldhockey-Weltmeisterschaft, die 1971 in Pakistan stattfand, belegte Rott mit der deutschen Meisterschaft den fünften Platz. Bei den Olympischen Spielen 1972 in München war Rott nur Ersatztorwart hinter Peter Kraus, wurde aber nach Einsätzen in der Vorrunde ebenfalls mit olympischem Gold ausgezeichnet. Außerdem erhielt er mit der Mannschaft am 25. Mai 1972 das Silberne Lorbeerblatt.
Nach den Olympischen Spielen wurde Rott wieder Stammtorwart, sein Ersatzmann bis 1976 war Klaus Ludwiczak. In diesen Jahren war die deutsche Hockeymannschaft recht erfolgreich. Der Bronzemedaille bei der Weltmeisterschaft 1973 folgte der Halleneuropameistertitel 1974 und der Vizeeuropameistertitel 1974 im Feldhockey. Bei der Weltmeisterschaft 1975 gewann die deutsche Mannschaft erneut Bronze. Eher enttäuschend verliefen die Olympischen Spiele 1976, die deutsche Mannschaft belegte nur den fünften Platz. Im Februar 1977 verabschiedete er sich nach 99 Länderspielen zusammen mit Dieter Freise, Michael Krause und Fritz Schmidt aus der deutschen Nationalmannschaft.
Sein Sohn Eiko Rott wurde ebenfalls Hockeynationalspieler.